# Irish Open 1972
L'Irish Open 1972 è stato un torneo di tennis giocato sull'erba. È stata la 1ª edizione del torneo, che fa parte del Women's International Grand Prix 1972. Si è giocato a Dublino in Irlanda, dal 10 al 15 luglio 1972.

## Campionesse

### Singolare
Evonne Goolagong Cawley ha battuto in finale  Pat Walkden Pretorius con il punteggio di 2–6, 6–1, 6–2

### Doppio
Brenda Kirk /  Pat Walkden hanno battuto in finale  Evonne Goolagong Cawley /  Karen Krantzcke con il punteggio di 6–3, 8–10, 6–2